# Wissembourg
Wissembourg é uma comuna francesa na região administrativa de Grande Leste, no departamento Baixo Reno. Estende-se por uma área de 48,33 km². Em 2010 a comuna tinha 7 732 habitantes (densidade: 160 hab./km²).